# Kabinett Cairoli II
Das Kabinett Cairoli II regierte das Königreich Italien vom 14. Juli 1879 bis zum 25. November 1879. Es löste das Kabinett Depretis III ab. Ministerpräsident war Benedetto Cairoli.
Das Kabinett Cairoli II war das 19. Kabinett des Königreiches und 4 Monate und 11 Tage im Amt. Es wurde von der „Historischen Linken“ (italienisch Sinistra storica) gestützt. Nachdem es in der Regierung zu Meinungsverschiedenheiten über die Abschaffung der Mehlsteuer gekommen war, reichte Cairoli am 19. November 1879 seinen Rücktritt ein. König Umberto I. beauftragte daraufhin erneut Benedetto Cairolo mit der Regierungsbildung, der nach einigen Umbesetzungen wenige Tage später das Kabinett Cairoli III bildete.

## Minister

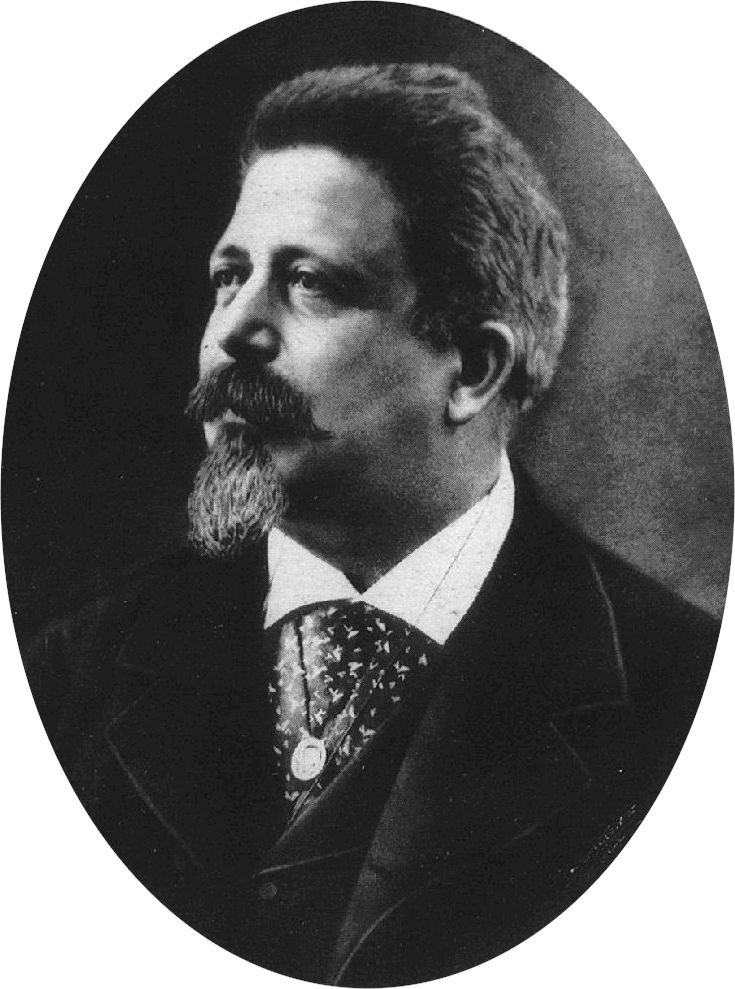
Benedetto Cairoli

| Ministerien                          | Name                                   |
| ------------------------------------ | -------------------------------------- |
| Ministerpräsident                    | Benedetto Cairoli                      |
| Äußeres                              | Benedetto Cairoli                      |
| Inneres                              | Tommaso Villa                          |
| Justiz und Kirchenangelegenheiten    | Giovanni Battista Varè                 |
| Krieg                                | Cesare Bonelli                         |
| Marine                               | Cesare Bonelli                         |
| Finanzen                             | Bernardino Grimaldi                    |
| Schatz                               | Bernardino Grimaldi (geschäftsführend) |
| Öffentliche Arbeiten                 | Alfredo Baccarini                      |
| Bildung                              | Francesco Paolo Perez                  |
| Landwirtschaft, Industrie und Handel | Benedetto Cairoli (Ad interim)         |